# 斯文豪煙管蝸牛
斯文豪煙管蝸牛（学名：Formosana swinhoei）为煙管蝸牛科臺灣煙管蝸牛屬下的一个种。